# افلیسن
افلیسن (به عربی: إفلیسن) یک شهرداری در الجزایر است که در استان تیزی وزو واقع شده‌است.